# Louis Dulongpré
Louis Dulongpré (probablement à Saint-Denis, près de Paris, 16 avril 1759 - Saint-Hyacinthe, 26 avril 1843) est un peintre et homme de théâtre du Bas-Canada d'origine française. Il est considéré comme l'un des portraitistes les plus prolifiques de l'histoire du Québec, aussi, un des fondateurs de la première troupe de théâtre en Amérique du Nord, le Théâtre de société de Montréal en 1789.

## Biographie
Fils d'un négociant français, Louis Dulongpré, et de Marie-Jeanne Duguay, Louis Dulongpré est probablement né à Saint-Denis, près de Paris, le 16 avril 1759. Il vient en Amérique du Nord avec les troupes françaises dépêchées pour soutenir les insurgés américains lors de la guerre d'indépendance américaine. En 1782, il travaille à Albany, dans l'État de New York, où il fait connaissance avec des marchands canadiens qui l’encouragent à venir s’établir dans la province de Québec. Les 30 mai et 21 décembre 1785, il est attesté à Montréal, où il épouse le 5 février 1787 Marguerite Campeau.
De 1787 à 1792, il tient une école de danse et de musique où des cours de dessin sont également offerts. En février 1791, il annonce dans la Gazette de Montréal son projet d'ouvrir une « Académie pour les Jeunes Demoiselles » où la lecture et l'écriture (en français et en anglais), l’arithmétique, la couture, la musique, la danse et le dessin seraient enseignés. Ce projet semble cependant avoir rencontré peu de succès, puisqu'en novembre 1791, le même journal annonce de nouveau l'école de musique et de danse de Dulongpré.
Dulongpré participe, le 11 novembre 1789, à la fondation du Théâtre de société de Montréal, de concert avec Jean-Guillaume de Lisle, Pierre-Amable de Bonne, Joseph Quesnel, Jacques-Clément Herse, Joseph-François Perrault et François Rolland. Le Théâtre de société est fondé au domicile de Dulongpré, qui en assume la gérance. Ses fonctions comprennent la mise en scène, l'engagement des musiciens, la publicité et la peinture des décors.
C'est à la résidence de Dulongpré qu'a lieu notamment, le 14 janvier 1790, la première représentation de Colas et Colinette ou le Bailli dupé de Joseph Quesnel, qui est probablement « la première œuvre lyrique avec musique originale écrite en terre canadienne (et fort probablement en Amérique du Nord), et la première à y être présentée ».
Comme les écoles de Dulongpré sont peu rentables, il décide de s'orienter vers la peinture, encouragé par le succès que rencontre dans ce domaine François Malepart de Beaucourt. Il choisit d'aller se perfectionner aux États-Unis, où il séjourne de juin 1793 à mars 1794, principalement à Baltimore, au Maryland.

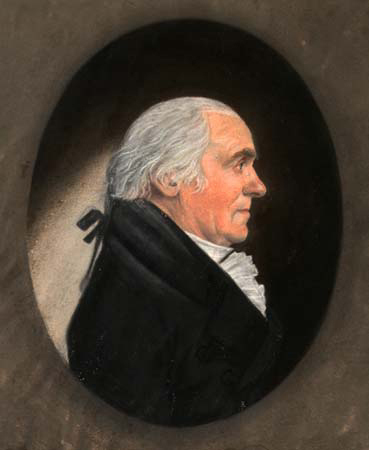
Portrait miniature de Louis Dulongpré, par Gerrit Schipper, vers 1808-1810.

À son retour, Dulongpré connaît beaucoup de succès comme peintre, notamment grâce à son réseau étendu de relations. Au cours d’une carrière de peintre qui s'étend sur un quart de siècle, il peint plus de 3 000 portraits, soit une moyenne mensuelle d'une dizaine, ce qui est beaucoup, même en tenant compte des copies qui peuvent être attribuées à son fils Louis et à son apprenti Joseph Morant.
Dulongpré peint aussi plusieurs tableaux à thème religieux pour des églises paroissiales et des couvents; environ 200 lui sont aujourd'hui attribués.
En 1812, Dulongpré ouvre une manufacture de tapis peints à l’huile, mais ceux-ci ne purent, semble-t-il, soutenir la concurrence de la toile cirée de Bristol.
Engagé dans la milice, Dulongpré participe à la guerre de 1812 à titre de capitaine dans le 5e bataillon de la milice d’élite incorporée du Bas-Canada. Avec ses hommes, il remplace les troupes régulières dans les garnisons de Montréal, de Chambly et des Cèdres. Promu major en septembre 1813, il participe à la bataille de Plattsburgh l’année suivante et, le 11 avril 1814, il est transféré dans le 3e bataillon de la milice d’élite incorporée du Bas-Canada. Le 30 août 1828, il prend sa retraite avec le grade de lieutenant-colonel.
Les Dulongpré quittent Montréal pour s'établir à Saint-Hyacinthe en 1832 afin de se rapprocher des familles Papineau et Dessaulles avec qui ils sont très liés. Après le décès de son épouse, le 19 juillet 1840, Dulongpré va résider chez ses filles aux États-Unis. Ne s'y plaisant pas, il revient dès 1841 à Saint-Hyacinthe. Trois jours avant sa mort, il est recueilli, très malade, au manoir seigneurial de Saint-Hyacinthe par Rosalie Papineau, sœur de Louis-Joseph Papineau et veuve de Jean Dessaulles, député à la Chambre d'assemblée du Bas-Canada et seigneur de Saint-Hyacinthe. Il y meurt le 26 avril 1843.

## Œuvre
On lui attribue plus de 3000 portraits et tableaux d'église au pastel et à l’huile, le journal La Minerve portant même ce nombre à 4200 dans la notice nécrologique publiée à son sujet le 8 mai 1843. De ces peintures, seule une petite partie – moins de 200 - est aujourd'hui connue et une infime fraction - de 50 à 100 selon les spécialistes – a été aujourd'hui retrouvée et formellement identifiée.
Parmi ses œuvres, relevons : 
- Louis-Joseph Papineau à l'âge de 10 ans, vers 1796-1797, pastel sur papier vélin, Bibliothèque et Archives Canada
- Christiana Munro de Foulis, vers 1793-1800, Musée McCord[8]
- Jean-Marie-Mathieu, vers 1800, huile sur toile, 81,5 × 94 cm, Musée de la civilisation[9]
- Joseph Frobisher, vers 1800, Musée McCord[10]
- James McGill, vers 1800-1810, Musée McCord[11]
- Louis Langlois, vers 1805, pastel sur carton, Musée national des beaux-arts du Québec[12]
- Pierre Casgrain, vers 1805, huile sur toile, Musée national des beaux-arts du Québec[13]
- Julie Boucher de La Perrière, vers 1805, huile sur toile, Musée des beaux-arts du Canada[14]
- L'abbé Louis-Martial Bardy, vers 1820, huile sur toile,  71,7 × 84,5 cm, Musée de la civilisation, collection du Séminaire de Québec, restauration effectuée par le Centre de conservation du Québec[15]
- Louis Gugy, vers 1825, huile sur toile, Musée national des beaux-arts du Québec[16]
- Joseph Papineau, 1825, huile sur toile, Bibliothèque et Archives Canada
- L'abbé Félix-Séverin Bardy, vers 1838, huile sur toile, Musée de la civilisation, collection du Séminaire de Québec, restauration effectuée par le Centre de conservation du Québec[9]
- Joseph-François Perrault, huile sur toile, Musée du Château Ramezay

## Galerie

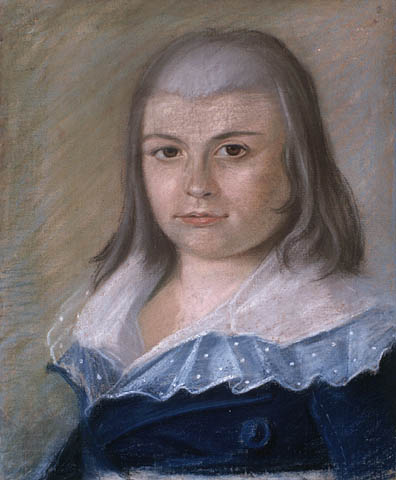
Louis-Joseph Papineau à l'âge de 10 ans, vers 1796-1797 (pastel sur papier vélin, Ottawa, Bibliothèque et Archives Canada)
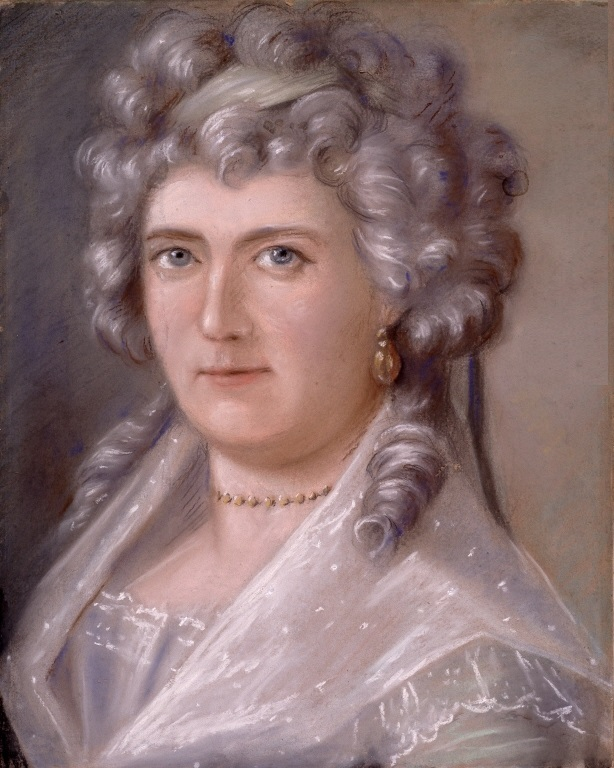
Portrait de Christiana Munro de Foulis, vers 1793-1800 (Montréal, Musée McCord)
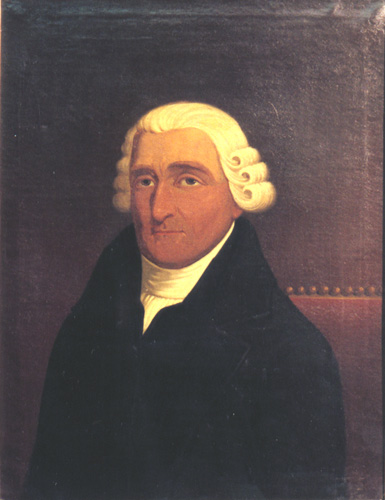
Portrait de Joseph-François Perrault (huile sur toile, 73 × 54,2 cm, Montréal, Musée du Château Ramezay)
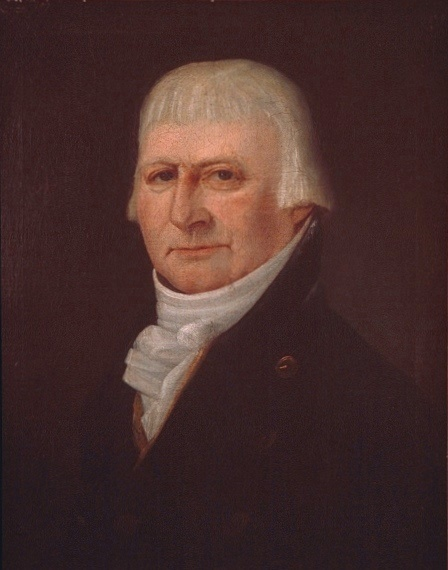
Portrait de Joseph Frobisher, vers 1800 (Montréal, Musée McCord)
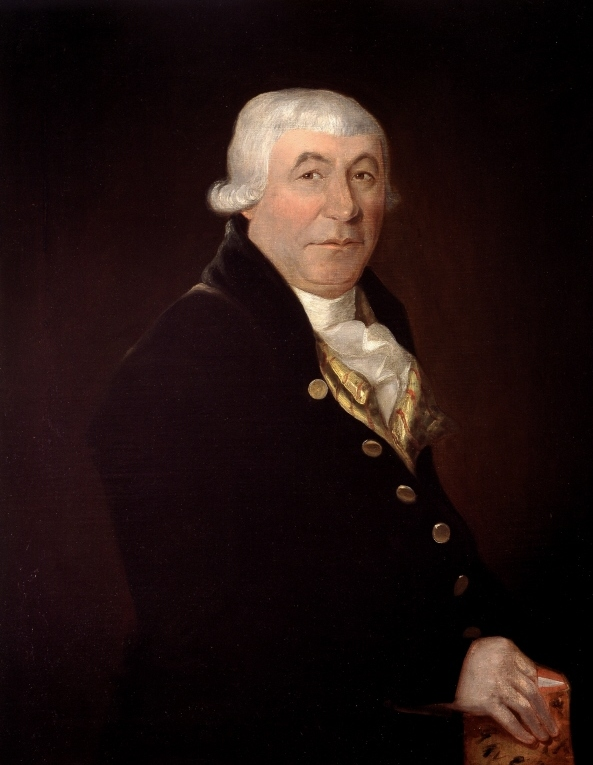
Portrait de James McGill, v. 1800-1810 (huile sur toile, 83.8 × 67,8 cm, Montréal, Musée McCord)
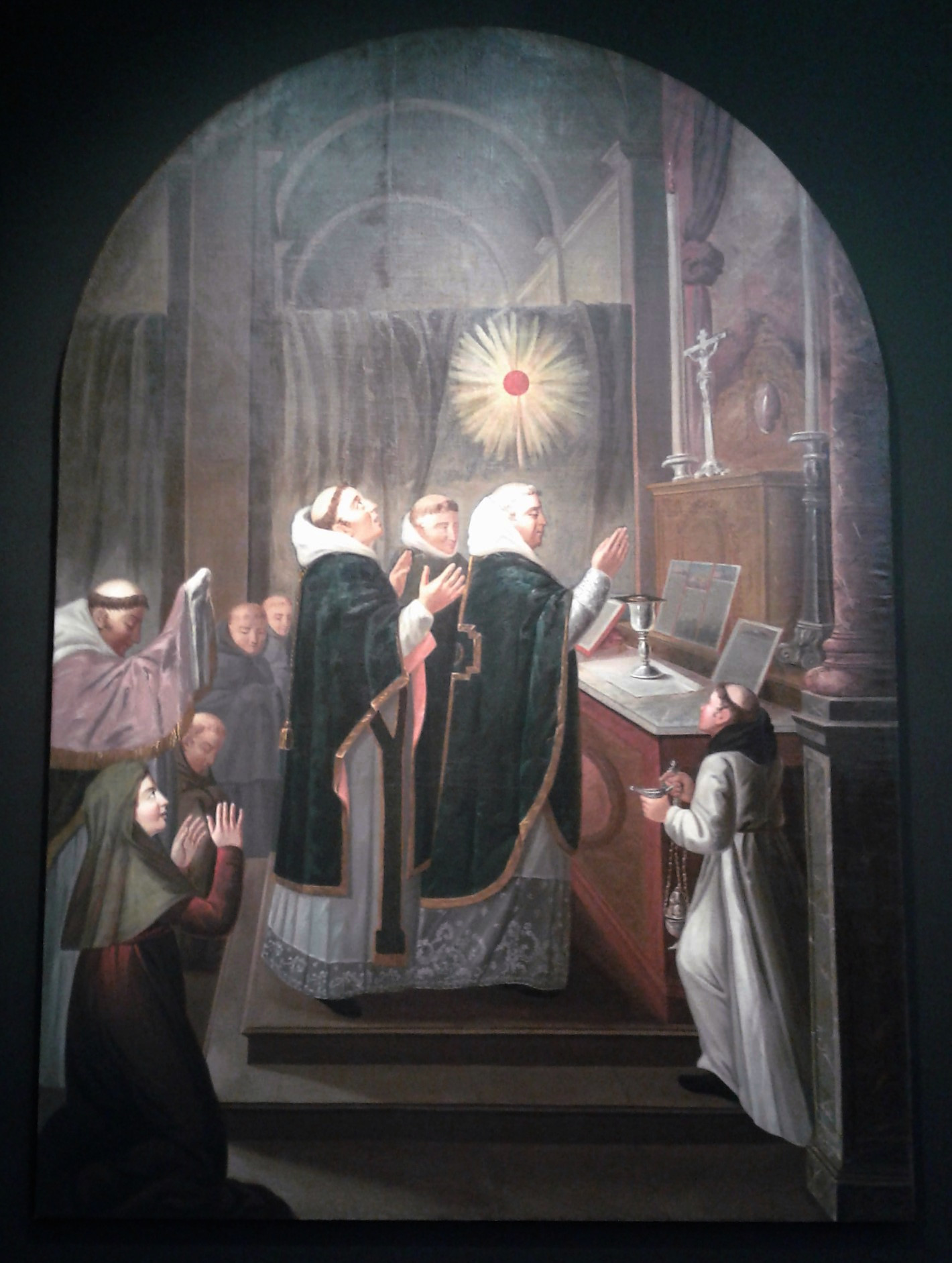
La Messe de Saint Martin, d'après un tableau d'Eustache Le Sueur, 1819 ou avant, Québec, Musée national des beaux-arts du Québec
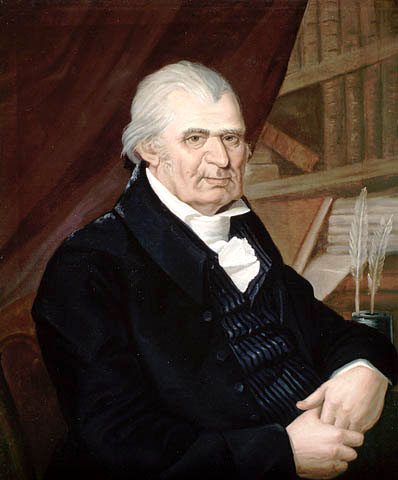
Portrait de Joseph Papineau, 1825 (huile sur toile, 76,2 × 61 cm, Ottawa, Bibliothèque et Archives Canada).